# Kasteel Montcavrel
Kasteel Montcavrel (Château Montcavrel), een tijdje ook het kasteel van Mailly (Château de Mailly) genoemd, was een feodaal mottekasteel in het uiterste noordwesten van Frankrijk. Het lag ten zuidwesten van Boulogne-sur-mer, in de Pas-de-Calais, een departement in de regio Haut-de-France, op een plateau waar oorspronkelijk een Romeinse kampement zou zijn geweest, en torende uit boven het Franse dorp Alette.
De oorsprong van het kasteel was een donjon uit de 10e eeuw. Het complex werd bewoond door adellijke families en werd in de loop van de tijd uitgebreid, totdat het tijdens de Franse Revolutie grotendeels vernield werd. Later is het gesloopt en kwamen er een boerderij en hotel voor in de plaats. Heden zijn een 17e-eeuwse duiventoren en de ruïnes van de barbacane, weermuren, poternen en torens de enige restanten van de voormalige burcht.
Het is een goed voorbeeld van hoe verdedigingswerken in de 15e en 16e eeuw aangepast werden aan militaire ontwikkelingen, zoals de opkomst van artillerie. De ruïne van het kasteel van Montcavrel en haar oude gracht is om haar historische waarde een beschermd monument (site classé).

## Naamgeving en heraldiek

Wapen van gemeente Montcavrel

Het toponiem Montcavrel verwijst naar het reliëf van de locatie en is afgeleid van de benaming 'Mons caprinus', wat de Berg van de geiten of reeën betekent. De eerst bekende eigenaren van het kasteel kregen derhalve ook die naam. Die naam beklijfde, ook al werd het een tijdje Château de Mailly genoemd, naar de eigenaren in de 17e en 18e eeuw.

Wapen van gemeente Alette

Kasteel Montcavrel was overigens altijd deel van het dorpje en de gemeente Alette; het huidige buurdorpje Montcavrel hoorde wel bij de heerlijkheid van het kasteel, maar kreeg die naam pas later: dit gehucht werd 'Emy-sous-Montcavrel' genoemd, wat pas in de 17e eeuw Montcavrel werd.
De drie vijfbladige rozen die voorkomen op het wapen van de gemeente Alette, zijn afkomstig van het wapen van de familie De Montcavrel, de eerste heer van de heerlijkheid. De hamers verwijzen naar de Mailly's, die het gebied in 1648 in bezit kregen via het huwelijk van Charles de Mailly met Jeanne de Monchy: een houten hamer wordt in het Frans maillet genoemd.

## Locatie
Het kasteel ligt 7 kilometer ten noorden van Montreuil-sur-Mer, 17 kilometer ten westen van Touquet-Paris-Plage en 40 kilometer ten zuidoosten van Boulogne-sur-Mer.

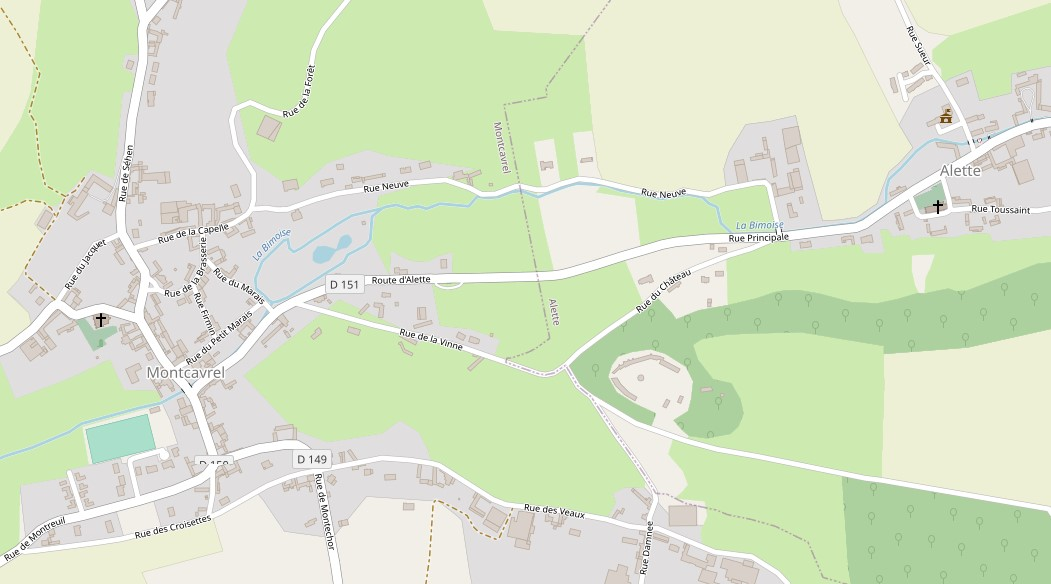
Het kasteel gelegen tussen de dorpjes Montcavrel en Alette

Het bevindt zich in de vallei van de Bimoise, tussen Montcavrel aan de westzijde en Alette aan de oostzijde, waarover het vanaf een rotsachtige plateau over de vallei uitkijkt.
Het feodale mottekasteel was een strategische plek voor verdediging en bescherming, gelegen op de grens van de regio's Ponthieu, Artois en Boulogne. Het keek uit over de wegen die in de buurt kruisten, in het bijzonder het oude Romeinse pad dat van Amiens naar Boulogne-sur-Mer liep.

## Beschrijving

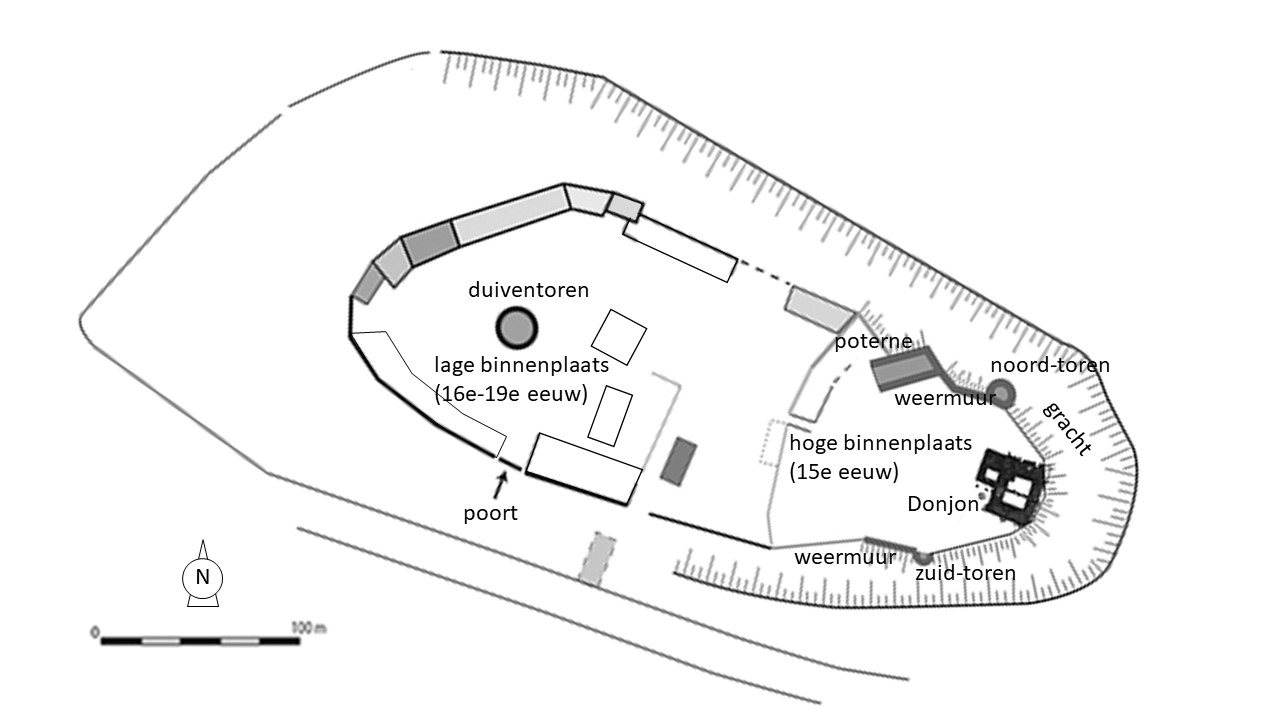
plattegrond van het kasteel op de plateau met alle bouwmassa's

Het kasteel was gebouwd op een rotsachtig plateau van ongeveer een hectare, dat omringd was door een circa 25 meter brede en deels gegraven droge gracht (fosse). De vorm van het kasteel zoals thans bekend dateert van de 12e eeuw, hoewel bekend is dat het plateau al veel eerder gebruikt werd, met name door de Romeinen.
Het complex bestaat uit een uitgestrekte eivormige muur en herinnert aan de typische plattegrond van de 10e en 11e-eeuws Normandische kastelen, die gekarakteriseerd werden door hoge muren en diepe grachten.

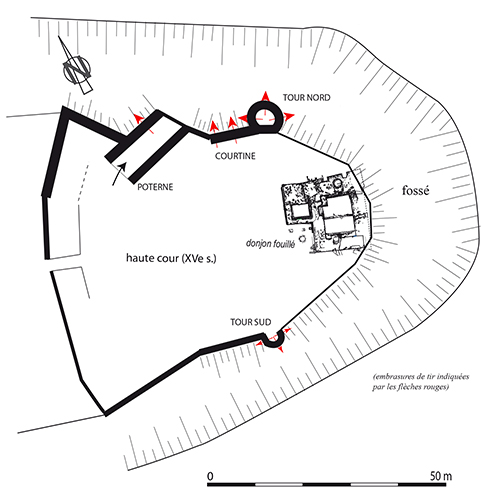
de hoge binnenplaats

Het ommuurde terrein van Montcarvel bevat twee binnenplaatsen. De oostelijk gelegen hoge binnenplaats (court haute) is de oudste en was tot in de 15e eeuw de enige binnenplaats. Het bevatte een donjon, die ten tijde van de Franse Revolutie vernield en daarna gesloopt is. Hiervan zijn thans alleen de funderingen over. Voorts is deze binnenplaats omringd met een barbacane, die een noordelijke wachttoren bevat en welke via een weermuur verbonden is met een poterne. Ook aan de zuidkant van de binnenplaats was een wachttoren. Deze bouwmassa's bestaan nog altijd maar zijn in een staat van ruïne en overwoekerd door vegetatie.
De muren van het westelijk gelegen lage binnenplaats (basse court) dateren uit de 16e tot 18e eeuw en getuigen van de transformatie van het complex van een middeleeuwse burcht naar een agriculturele onderneming. Het bouwmateriaal dat van de gesloopte donjon vrijkwam werd gebruikt voor de bouwwerken in het westelijk gelegen lage binnenplaats (basse court), die vanaf de 16e eeuw tot 19e eeuw in gebruik was. Deze binnenplaats bevat thans nog een duiventoren, een in redelijke staat zijnde boerderij en verwaarloosde logementgebouwen. Het terrein is te bereiken via een ingang aan de zuidzijde, die thans nog zichtbaar is en bestaat uit een koetspoort en een poterne. Een enkele bron suggereert dat het kasteel via een ophaalpoort te bereiken was. De muren waren oorspronkelijk vermoedelijk hoog en gebouwd van het materiaal dat uit de gracht gegraven werd.
Het terrein bevatte ook een rechtszaal, een kapel (gewijd aan Sint-Michaël), en het herenverblijf, essentiële elementen van een romaans kasteel.

### Duiventoren

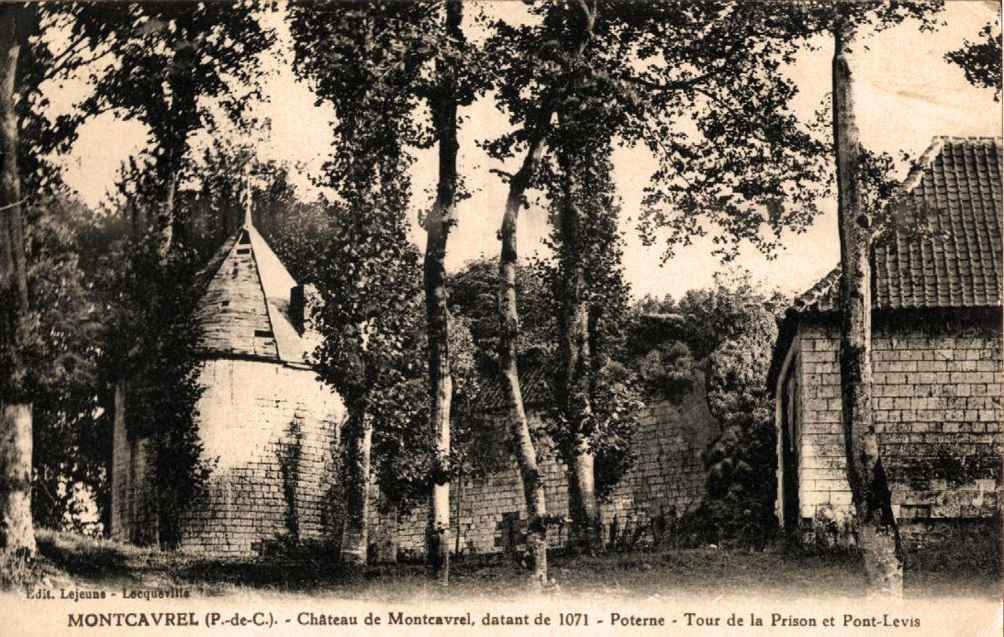
Van de forsgebouwde duiventoren werd ook wel gedacht dat het als windmolen of gevangenis heeft gefungeerd.

De cilindrische duiventoren (pigeonnier) midden op de lage binnenplaats dateert van 1761. Deze heeft een met leien gedekt, geknikt puntdak met zes spanten. Onder de dakrand aan de zuidzijde bevindt zich een zonnewijzer met de resten van een heraldisch wapenschild.
Hoewel historische bronnen duidelijk van een pigeonnier spreken, wordt een enkele keer gesuggereerd dat het bouwwerk als windmolen of gevangenis heeft gediend.

### Wachttorens, weermuren en poternen

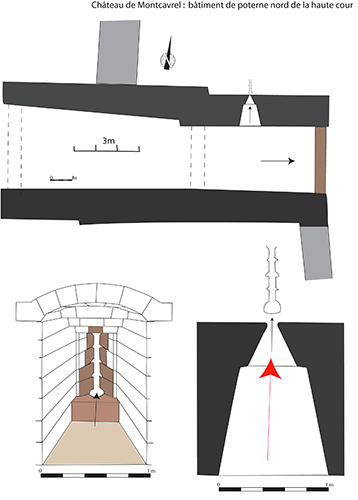
noordelijke poterne en het typische schietgat

Verschillende versterkingswerken getuigen van een aanpassing aan de artillerie: de poort, de muur en de grote toren van het noordelijke gedeelte zijn allemaal uitgerust met hetzelfde type schietgat, evenals een kleinere toren aan de zuidkant, voorzien van drie schietopeningen in de Franse stijl.

## Geschiedenis

### Algemene en bouwgeschiedenis
Het rotsachtige plateau Montcavrel, in eerste instantie mons caprinus genoemd ('geitenberg'), werd mogelijk ooit bezet door een Romeinse kamp.

#### 11e eeuw - 1470
Het plateau werd in elk geval vanaf 1071 bezet door ene Foulques, die derhalve Foulques de Montcavrel werd, de eerste heer van een familiegeslacht die generaties lang over het gebied heerste. In die tijd werd de donjon op het hoogste puntje van het plateau gebouwd.
De 15e en 16e-eeuwse oorlogen tussen de Fransen, Engelsen, Bourgondiërs en Spanjaarden in Artois en Boulogne leidde tot aanpassingen van vestingwerken aan de eisen van de oorlogvoering in die tijd, waaronder nieuwe verdedigingsmaatregelen vanwege de opkomst van artillerie. Dit fenomeen trof eerst de kastelen in de 15e eeuw, voordat het zich in het begin van de 16e eeuw uitbreidde naar de stadsmuren. Het kasteel van Montcavrel is een goed voorbeeld van de militaire ontwikkelingen uit deze tijd.

#### 1470 - 1666
De bovenste binnenplaats van het kasteel werd verbouwd in de tweede helft van de 15e eeuw onder heer Aymon de Monchy (1431-1473). Het onderging verdere aanpassingen en verbeteringen in de 16e eeuw in aansluiting op de vooruitgang in artillerie en belegeringstechnieken. Het kasteel was vanaf het laatste kwart van de 15e eeuw meerdere keren aan aanvallen onderhevig: een belegering van 1477 tussen Fransen en Bourgondiërs, gevolgd door de Engels-Spaanse oorlogen vanaf 1521, met een aanval op het kasteel in 1544. In 1554 gebruikte koning Hendrik II van Frankrijk deze vesting ter verdediging van de regio.
Het kasteel werd weer verbouwd onder Antoine de Monchy (1569-1587), die er een boerderij van maakte. Hij sloopte de primitieve poort van de lagere binnenplaats en verving die door een nieuwe ingang aan de zuidzijde. Die is thans nog zichtbaar en bestaat uit een koetspoort en een poterne.
Jean IV de Monchy continueerde de verbouwingen tijdens de Dertigjarige Oorlog tegen het Roomse rijk.
Het landgoed, dat toebehoorde aan de Monchy-Cayeu en de Mailly-Nesle, werd in 1690 verheven tot markizaat.

#### 1666 - 1795
In 1717 kwam de Russische tsaar Peter de Grote op bezoek in Frankrijk. Op zijn weg naar de hoofdstad zou hij kasteel Montcavrel aangedaan hebben.
Het kasteel werd tijdens de Franse Revolutie door revolutionaire bendes geplunderd en vernield.

#### 1795: Na de Franse Revolutie
Na de ravage door de Franse revolutie werden rond 1815 de donjon en enkele muren gesloopt. Met de vrijgekomen bouwmaterialen werden tussen 1841 en 1852 logies gebouwd.
In 1842 werd het kasteel aangewezen als een van de schapenboerderijen in het kader van het door Koning Louis-Philippe geïnitieerde Nationale Schaapskooien-programma (bergeries nationales). Een kudde schapen van het Dishley-ras en Dishley × Merinos-kruisingen werden van de Nationale Schaapskooi van Alfort voor de fok naar het kasteel overgebracht. Lokale Artesische en Vlaamse schapenpopulaties werden er gekruist met Dishley-, New Kent- en Shropshire-rammen voor betere wolproductie. De Montcavrel-schaapskooi kreeg een goede reputatie: de ontwikkeling van de Boulonnais-schapenras is het resultaat van kruisingen die begonnen in de bergerie nationale van het kasteel van Montcavrel. De fok op het kasteel duurde tot 1859, waarna de onderneming naar elders verhuisde.
Het kasteel van Montcavrel werd in 1915 geklasseerd als historisch monument (site classé).

### Bewonersgeschiedenis
Het kasteel behoorde achtereenvolgens tot drie adellijke families: de heren van Montcavrel tot 1415, de familie Monchy tot 1690, en ten slotte de familie Mailly tot aan de Franse Revolutie.

#### 11e eeuw - 1470: Familie De Montcavrel
De bronnen duiden op verschillende aanvangstijden en bewoners in het begin. Een bron noemt Philippe De Montcavrel (996-1049) als de eerste sieur van Montcavrel, gevolgd door Godeffroy De Montcavrel (1025-1078), Escuyer, sieur de Montcavrel, d’Attin et d’Estrée-Estrelles Een andere bron schrijft echter dat in 1071 Foulques de Montcavrel de eerste heer was, gevolgd door Enguerran I, een rechter van het gerechtshof van Boulogne.
Hierna volgden Gaultier I De Montcavrel (1058-1114), jonkheer van Montcavrel; Gaucher De Montcavrel (1080-1143) jonkheer van Montcavrel en Beussent; Baudoin  de Montcavrel (1090-1149) jonkheer van Montcavrel en Beutin; Gaultier II de Montcavrel (1142-1198).
De broers Jean en Rasse de Montcavrel kwamen om tijdens de slag van Azincourt in 1415, wat het einde van de Montcavrel-familielijn betekende.

#### 1470 - 1666: Familie De Monchy

Wapen van Jean de Monchy, markies van Montcavrel

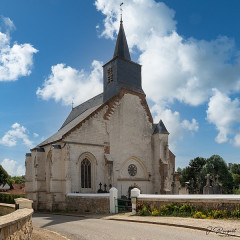
Sint-Quintinuskerk in Montcavrel

Door huwelijk van de erfgename Jeanne de Montcavrel met Aymon de Monchy ging de heerlijkheid van Montcavrel in handen van De Monchy. Zij herstelden het kasteel nadat het was verwoest door de Engelsen. Ze bouwden ook de Sint-Quintinuskerk in Emy, de nederzetting die later het dorp Montcarvel werd.
Later herstelde Antoine de Monchy (1569-1587) meer van de schade die aan het kasteel was toegebracht en verwijderde de vestingwerken die niet langer nodig waren. De Monchy-familie was rijk en machtig, maar opeenvolgende oorlogen veroorzaakten haar ondergang en tussen 1561 en 1566 werd haar heerlijkheid geconfisqueerd. Herstel volgde in de tijd van Bertrand-André de Monchy (begin 17e eeuw), die markies werd. De laatste heer van de familie De Monchy was Jean-Baptiste de Monchy.

#### 1666 - 1795: Familie De Mailly
| Een kasteelbewoner: Jehan Chamoulaud Jehan Chamoulaud (1650-1737), sieur de Lacoste en koopman, was een groot deel van zijn leven verbonden met het kasteel. Dit was ten tijde dat de familie de Mailly heerste en het kasteel derhalve als Château de Mailly doorging. Chamoulaud was hiervan in 1687 de jachtopziener (capitaine de chasses volgens de terminologie van het toenmalige ancien régime). Zijn eerste huwelijk, met Anne Le Maire (†1712), werd voltrokken in de Sint-Michel-kapel op het kasteel, alwaar het stel ook haar intrek nam. In 1705 werd Chamoulaud in de bourgeoisie van Boulogne opgenomen. Na het overlijden van zijn vrouw hertrouwde Chamoulaud in 1713 met Marie Barbe Mansse (1683-1750) in de Sint-Niklaaskerk te Boulogne-sur-Mer. Daar hadden de Chamoulauds ook een stadswoning. In 1725 was hij belastingsinner (receveur of fermier générale) voor het gebied dat aan de heer van dit kasteel toebehoorde. Dat was toen de familie de Mailly, en het kasteel ging toen ook door als 'het kasteel van Mailly'. Chamoulaud woonde er in elk geval sinds 1715 op huurbasis toen in 1723 een zware storm zijn woning beschadigde. |

Wapen van familie de Mailly

In 1666 verkocht Jean-Baptiste de Monchy het markiezaat van Nesle en Montcavrel aan zijn zwager Louis-Charles de Mailly. De Mailly's verenigden hiermee de markizaten van Montcavrel, Nesle en Mailly. Zij woonden niet zelf op het kasteel, maar gebruikten het als gastenverblijf.
De kleinzoon van Louis-Charles, Louis III de Mailly-Nesle, werd in 1717 door de Filips II, hertog van Orléans, gevraagd om de Russische tsaar Peter de Grote te ontvangen. Ze ontmoetten elkaar in Calais, waar de tsaar per boot aankwam en in De Mailly's kasteel Montcavrel, onderweg naar Parijs.
Louis III werd opgevolgd door Louis IV de Mailly (1764-1767).
Wanneer de Franse Revolutie uitbreekt is Louis-Joseph de Mailly (1744-1810) heer. Hij zou de laatste heer van Montcavrel zijn: als koningsgezinde werd hij in 1794 op 86-jarige leeftijd met de guillotine geëxecuteerd. Het kasteel werd door revolutionaire bendes geplunderd en vernield. Na inbeslagname ging het over op de enige overgebleven erfgenaam, te weten Joseph-Augustin, markies van Haucourt.

#### 1795 - heden: Na de Franse revolutie
Joseph-Augustin verkocht in 1795 het terrein aan Antoine Bourdelle, zoon van een voormalige boer van het terrein. In 1842 werd met de materialen van het gesloopte kasteel op het terrein een hotel gebouwd.
In de periode van 1862 to 1931 werd het complex eigendom van de Minet-familie.
Thans is het kasteel privé-eigendom en beperkt te bezichtigen.

## Gelijknamige kastelen

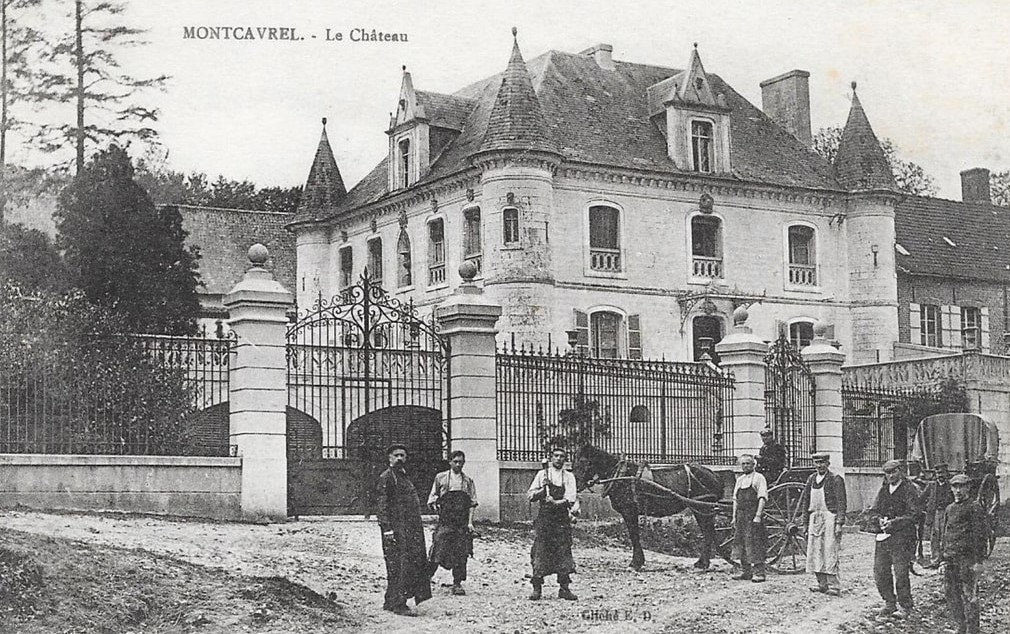
Château du fief d'Hérambault

Kasteel Montcavrel dient niet te worden verward met een gelijknamig 19e-eeuws kasteel in het dorp Montcavrel, dat desalniettemin beter bekend staat als het Château du fief d'Hérambault. Dit kasteeltje dateert van 1845 en is gebouwd in renaissancestijl met gotische details en bevat vier torentjes. Koning Louis-Philippe bracht hier zijn laatste nacht in Frankrijk door, voordat hij in ballingschap naar Engeland ging.

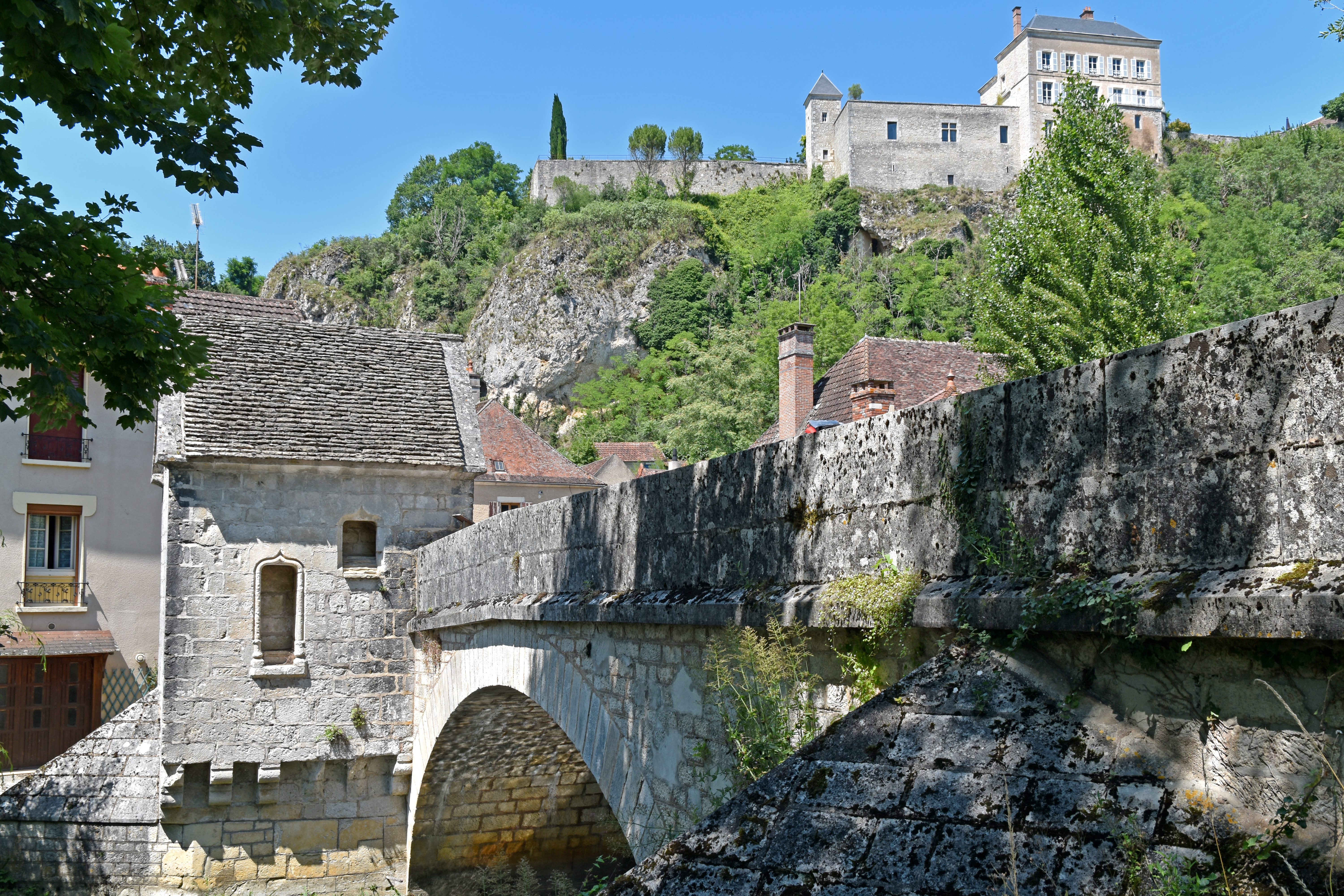
De Château de Mailly in Bourgogne.

De alternatieve benaming, kasteel van Mailly, dient ook niet verward te worden met het gelijknamige kasteel in de Bourgondische Mailly-le-Chateau aan de Yonne.

## Appendix
Externe links
- (fr) JP, Le château de Montcavrel. Mon p'tit bonheur à la Côte d'Opale (29 januari 2012).
- (fr) Moreri, Louis (1740). Le Grand Dictionaire Historique, vol.6. P. Brunel, R. Wetstein. met details over de families De Monchy, en Mailly en hun relatie tot kasteel Montcavrel.

Bronnen
- (fr) Thobois, Abbé Benoît-Joseph, Le Château et les Seigneurs de Mont-Cavrel, commune d'Alette, Arras: Repéssé-Crépel (1901)
- (fr) Commission départementale des monuments historiques (1902). Épigraphie du département de Pas-de-Calais, vol.4. Arras: Chez Segaud, "III-Chateau de Mont-Cavrel".
- (fr)  (1935). Mémoire de la commission départementale des monuments historiques du Pas-de-Calais. Coup d'oeil sur l'architecture militaire du moyen age en Boulonnais vol.3 : met name pp.348,361.
- (fr) Routier, Jean-Claude, Entre Moyen Âge et Modernité : les embrasures de bouches à feu du château de Montcavrel, aux remparts de Montreuil et dans la motte de Guînes, Institut de recherches historiques du Septentrion (2018)
- (fr) Joubert, Sandrine, Itinéraire découverte de ferme en ferme - Au fil de l'eau dans le Pays du Montreuillois, p.10 en gebaseerd hierop (fr) JP, Le château de Montcavrel. Mon p'tit bonheur à la Côte d'Opale (29 januari 2012).

Referenties
1. ↑  (fr) Volet paysager de l’étude d'impact - Confortement du parc éolien de Coupelle-Neuve - Volet paysager - Ostwind / Annexe 5 Compéments_Paysage_2020_02_14_partie2. Overheid Pas-de-Calais, p.35.
2. 1 2 3  (fr) Gemeentehuis van Montcavrel, Montcavrel (62170). Vallée de la Course. Geraadpleegd op 21 september 2023.
3. ↑  Rocquet, Jacques (22 juli 2020). Français : Il s'agit d'une plaque émaillée fixée sur un mur près de la mairie de Moncavrel destinée à présenter au public un résumé de l'histoire du village.
4. ↑  (fr) L'Armorial. L'Armorial des villes et des villages de France (1 april 2017).
5. 1 2 3 4 5 6 7 8 9  (fr) Montcavrel.. Gitejuralamoutena. Geraadpleegd op 21 september 2021.
6. 1 2 3 4  Joubert
7. 1 2  CCDMH, (1902)
8. ↑  Zie tekst in afbeelding.
9. 1 2  Routier (2018), 2. Le château de Montcavrel
10. ↑  (fr) Duflot  (26 juli 1900). Rapport sur le Concours d'histoire. Mémoires de l'Académie des sciences, lettres et arts d'Arras serie 2  (vol. 31): p.20
11. ↑  Thobois (1901)
12. ↑  Routier (2018), 1. Introduction
13. 1 2 3 4  (en) Londres, Patrick, Some history of Montcavrel. Montcavrel. Gearchiveerd op 26 september 2023. Geraadpleegd op 21 september 2021.
14. ↑  (en) Chamalaun, François H., Genealogy and History of our Family: Chamalaun - Epskamp. Part 1: French Roots, eigen uitgave (2014)
15. ↑  Thobois (1901), p.175
16. ↑  Thobois (1901), p.274
17. ↑  Verley, André, Chasser les bitardes. Mairie Wimille. Gearchiveerd op 29 januari 2023. Geraadpleegd op 23 september 2023.
18. 1 2  (fr) Deseille, Ernest (1886). Mémoires de la Société académique de l'arrondissement de Boulogne-sur-Mer, vol.8. Société académique de l'arrondissement de Boulogne-sur-Mer, pp. 408, 522.
19. ↑  Thobois (1901), pp.211, 222
20. ↑  (fr) Gorgue-Rosny, Louis Eugène de La (1874). Recherches généalogiques sur les comtés de Ponthieu, de Boulogne, de Guines et pays circonvoisins. Imprimerie Camille Le Roy.
21. ↑  Thobois (1901), p.211
22. ↑  (en) Le Chateau de Mailly. Chateau-de-mailly.com. Geraadpleegd op 25 september 2023.

Noten
1. ↑  Aan het eind van de 18e eeuw werd met de opkomst van de Franse landbouwsector schapenwol geproduceerd, waarbij in het bijzonder de wol van de Merinos, een Spaans schapenras, in de belangstelling kwam. In 1830 was de Julimonarchie geïnstalleerd en begon Koning Louis-Philippe met een nationale schapenkweekprogramma.
2. ↑  Hij is overigens de betovergrootvader van Elisabeth in Beieren, bijgenaamd Sissi, de keizerin van Oostenrijk.